# Carolann Héduit
Carolann Héduit (Angers, 2 de diciembre de 2003) es una deportista francesa que compite en gimnasia artística.
Ganó una medalla de bronce en el Campeonato Europeo de Gimnasia Artística de 2022, en la prueba de barra de equilibrio. Participó en los Juegos Olímpicos de Tokio 2020, ocupando el sexto lugar en la prueba por equipos.

## Palmarés internacional
| Campeonato Europeo | Campeonato Europeo | Campeonato Europeo | Campeonato Europeo |
| Año                | Lugar              | Medalla            | Prueba             |
| ------------------ | ------------------ | ------------------ | ------------------ |
| 2022               | Múnich (Alemania)  | Medalla de bronce  | Barra              |